# Bygdeå socken
Bygdeå socken i Västerbotten är sedan 1974 en del av Robertsfors kommun, från 2016 inom Bygdeå och Robertsfors distrikt.
Socknens areal är 915,50 kvadratkilometer, varav 893,70 land. År 2000 fanns här 5 385 invånare. Tätorten Robertsfors med Robertsfors kyrka samt tätorten och kyrkbyn Bygdeå med sockenkyrkan Bygdeå kyrka ligger i socknen. 

## Administrativ historik

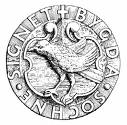
Bygdeå sockens sigill.

Bygdeå socken har medeltida ursprung och omnämns första gången 1314 i sexårsgärden. Omkring 1320 bryts Skellefteå socken ut. 1624 bryts Nysätra socken ut. 1799 bryts Robertsfors församling ut.
Vid kommunreformen 1862 överfördes ansvaret för de kyrkliga frågorna till Bygdeå församling och för de borgerliga frågorna till Bygdeå landskommun. Landskommunen ingår sedan 1974 i Robertsfors kommun. Robertsfors församling uppgick i denna församling år 2000 och Nysätra församling 2002.
1 januari 2016 inrättades distrikten Bygdeå och Robertsfors, med samma omfattning som motsvarande församlingar hade 1999/2000, och vari detta sockenområde ingår.
Socknen har tillhört fögderier, tingslag och domsagor enligt vad som beskrivs i artikeln Västerbotten. De indelta soldaterna tillhörde Västerbottens regemente.

## Geografi
Bygdeå socken ligger vid kusten nordost om Umeå kring Rickleån och Dalkarlsån. Socknen är i huvudsak ett skogstäckt slättland med höjder som i nordväst når 330 meter över havet.
Flyttblocket Bygde sten var gränsmärke för landets äldre medeltida bygd. 

## Fornlämningar
Ett 30-tal gravrösen är funna vid bronsålderns kustlinje, dessutom tomtningar och labyrinter. Tomtningar och labyrinter har påträffats i skärgården.

## Namnet
Namnet (1300-talets mitt Bygdha) kommer från ett äldre ånamn, Bygda, nu Rickleån. Ånamnet innehåller bugda, 'bukt; böjning' syftande på åkrokar vid byn Laxbacken.

## Befolkningsutveckling
| Befolkningsutvecklingen i Bygdeå socken 1810–1990                                                                                         | Befolkningsutvecklingen i Bygdeå socken 1810–1990 | Befolkningsutvecklingen i Bygdeå socken 1810–1990 | Befolkningsutvecklingen i Bygdeå socken 1810–1990 | Befolkningsutvecklingen i Bygdeå socken 1810–1990 |
| --- | ------------------------------------------------- | ------------------------------------------------- | ------------------------------------------------- | ------------------------------------------------- |
| |                                                   |                                                   |                                                   |                                                   |
| År |                                                   |                                                   | Folkmängd                                         |                                                   |
| 1810 | 1810                                              |                                                   | 1 909                                             |                                                   |
| 1820 | 1820                                              |                                                   | 2 355                                             |                                                   |
| 1830 | 1830                                              |                                                   | 2 761                                             |                                                   |
| 1840 | 1840                                              |                                                   | 3 029                                             |                                                   |
| 1850 | 1850                                              |                                                   | 3 843                                             |                                                   |
| 1860 | 1860                                              |                                                   | 4 681                                             |                                                   |
| 1870 | 1870                                              |                                                   | 5 092                                             |                                                   |
| 1880 | 1880                                              |                                                   | 5 352                                             |                                                   |
| 1890 | 1890                                              |                                                   | 5 680                                             |                                                   |
| 1900 | 1900                                              |                                                   | 6 135                                             |                                                   |
| 1910 | 1910                                              |                                                   | 7 395                                             |                                                   |
| 1920 | 1920                                              |                                                   | 7 664                                             |                                                   |
| 1930 | 1930                                              |                                                   | 7 842                                             |                                                   |
| 1940 | 1940                                              |                                                   | 7 210                                             |                                                   |
| 1950 | 1950                                              |                                                   | 6 629                                             |                                                   |
| 1960 | 1960                                              |                                                   | 5 958                                             |                                                   |
| 1970 | 1970                                              |                                                   | 4 995                                             |                                                   |
| 1980 | 1980                                              |                                                   | 5 467                                             |                                                   |
| 1990 | 1990                                              |                                                   | 5 679                                             |                                                   |
| Anm: Tabellen inkluderar Robertsfors. Källor: Umeå universitet - Tabellverket 1749-1859, Demografiska databasen, CEDAR, Umeå universitet. |                                                   |                                                   |                                                   |                                                   |